# 로먼 레인스
로만 레인즈(Roman Reigns, 1985년 5월 25일 ~ )는 미국의 남자 프로레슬링 선수로, 본명은 레아티 조셉 아노아이(Leati Joseph Anoa'i)이다. 별명은 'The Big Dog', 'The Tribal Chief', 'Head Of The Table'이 있다. 키는 174cm(5 ft 8.5 in), 몸무게는 78kg(171 lb)이다. 본래 미식축구 선수였으나, 2010년 프로레슬링에 입문했다.
피니쉬는 스피어, 체크메이트 (스피닝 불독), 모먼트 오브 사일런스 (백 수플렉스 사이드 슬램), 런닝 하이니로 사용을 한다. 시그니처는 주로 슈퍼맨 펀치로 자주 사용을 한다.

## 여담
아노아이 가문의 일원으로, 회사의 아이콘 중 하나인 더 락과 친척 관계로도 알려져 있다.

## 수상
- 베스트 WWE 모멘트 (2019) - 리턴 애프터 배틀 위드 루키미어
- FCW 플로리다 태그팀 챔피언 (1회) - 마이클 달튼
- 컴백 오브 더 이열 (2019)
- 인스퍼레이셔널 레슬러 오브 더 이열 (2018, 2019)
- 모스트 헤이터드 레슬러 오브 더 이열 (2016)
- 모스트 임푸르트 레슬러 오브 더 이열 (2015)
- 태그팀 오브 더 레슬러 오브 더 이열 (2013) - 세스 롤린스
- 랭크드 오브 더 탑 500 싱글즈 레슬링 인 더 PWI 500 인 2016
- 모스트 임푸르트 (2013)
- 모스트 오버레이티드 (2016)
- 태그팀 오브 더 이열 - 세스 롤린스
- WWE 챔피언 (4회)
- WWE 유니버셜 챔피언 (2회)
- WWE 인터콘티넨탈 챔피언 (1회)
- WWE 유나이티드 스테이츠 챔피언 (1회)
- WWE 태그팀 챔피언 (구 버전) (1회) - 세스 롤린스
- 트윈티 에이쓰 트리플 크라운
- 나인트 그랜드 슬램 챔피언
- WWE 로얄 럼블 (2015)
- WWE 월드 헤비웨이트 챔피언 토너먼트 (2015)
- 슬리미 어워드 (7회)
  - 브레이크아웃 스타 오브 더 이열 (2013) - 딘 앰브로스 언드 세스 롤린스 어스 더 쉴드
  - 익스트림 모멘트 오브 더 이열 (2015) - 포스트 TLC 램페이지
  - 팩션 오브 더 이열 (2013, 2014) - 딘 앰브로스 언드 세스 롤린스 어스 더 쉴드
  - 슈퍼스타 오브 더 이열 (2014)
  - 트랜딩 나우 오브 더 이열 (2013) - 빌리브인 더 쉴드 - 딘 앰브로스 언드 세스 롤린스 어스 더 쉴드

## Professional wrestling highlights
- Finishing moves
  - As Leakee
    - Checkmate (Spinning bulldog) - 2010-2012
    - Running high knee - 2010-2012

  - As Roman Reigns
    - Guillotine choke - 2020-present
    - Moment Of Silence (Back suplex side slam) - 2012-present; sometimes used as a signatur
    - Spear - 2012-present
- Signature moves
  - Bearhug
  - Body slam
  - Falling DDT
  - Multiple kick variations
    - Jumping big boot
    - Running drop
    - Spinning back

  - Multiple lariat variations
    - Corner
    - Leaping
    - Multiple
    - Running
    - Spinning

  - Multiple turnbuckle thrusts
  - Samoan drop
  - Side belly to belly suplex
  - Superman punch
- Manager
  - Paul Heyman
- Nicknames
  - "The Big Dog"
  - "The Enforcer of The Shield"
  - "The First Class"
  - "The Guy"
  - "The Juggernaut"
  - "The Muscle of The Shield"
  - "The Powerhouse"
  - "The Thoroughbred"
- Entrance themes
  - "Motivation" (2010 - 2012)
  - "Army of the Dead" by Joseph Saba (2012)
  - "Special Op" by Jim Johnston (2012 - 2014; 2017 - 2018; used as a member of the Shield)
  - "The Truth Reigns" by Jim Johnston (2014 - 2021)
  - "Head of the Table" by Def Rebel (2021-present)